# Außerplanmäßige Abschreibung
Im Rahmen der außerplanmäßigen Abschreibung werden im internen oder externen Rechnungswesen der Unternehmen außerplanmäßige Wertminderungen erfasst, also solche Wertminderungen, die nicht durch die planmäßige Nutzung im Unternehmen verursacht werden. Dies können bspw. sein:
- Beschädigungen durch Unfälle oder höhere Gewalt
- Außenwertschwankungen, d. h. sinkende Marktwerte von Aktiva
- technische Veraltung

Die Abschreibung erfolgt im deutschen Handelsbilanzrecht auf einen unter dem aktuellen Buchwert liegenden Marktwert des betreffenden Aktivums. Dies kann z. B. der Börsenwert eines Wertpapiers sein. Im deutschen Steuerbilanzrecht erfolgt die Abschreibung auf den niedrigeren Teilwert, bei dem es sich de facto ebenfalls um einen Marktwert handelt. Nach IFRS erfolgt eine außerplanmäßige Abschreibung auf den höheren Wert aus internem Nutzungswert (value in use) und Nettoveräußerungswert (fair value less cost to sell).
Im Unterschied zur planmäßigen kann die außerplanmäßige Abschreibung nicht nur bei abnutzbaren Anlagen, sondern bei allen Aktiva vorgenommen werden, auch im Umlaufvermögen. In buchungstechnischer Hinsicht bestehen grds. keine Unterschiede zwischen beiden Abschreibungsarten, auch  bei der außerplanmäßigen Abschreibung lautet der allgemeine Buchungssatz Aufwand an Aktivum. Allerdings werden Aufwendungen aufgrund einer außerplanmäßigen Abschreibung statt im ordentlichen im außerordentlichen Aufwand erfasst, um anzuzeigen, dass der Werteverzehr nicht aus dem gewöhnlichen Geschäftsbetrieb herrührt.
Im deutschen Handelsbilanzrecht folgt die außerplanmäßige Abschreibung dem Niederstwertprinzip, das sich aus dem Vorsichtsprinzip ergibt.
Nach deutschen Handelsbilanzrecht darf gegenwärtig eine außerplanmäßige Abschreibung bei Gegenständen des Anlagevermögens nur vorgenommen werden, wenn die Wertminderung voraussichtlich von Dauer ist (gemildertes Niederstwertprinzip). Im Umlaufvermögen gibt  es diese Einschränkung nicht. Steigt der Wert nach einer vorgenommenen außerplanmäßigen Abschreibung wieder an, hat eine Wertaufholung auf den höheren Wert zu erfolgen.
Im deutschen Steuerrecht heißt die außerplanmäßige Abschreibung Teilwertabschreibung (Details siehe dort).